# Rejštejn

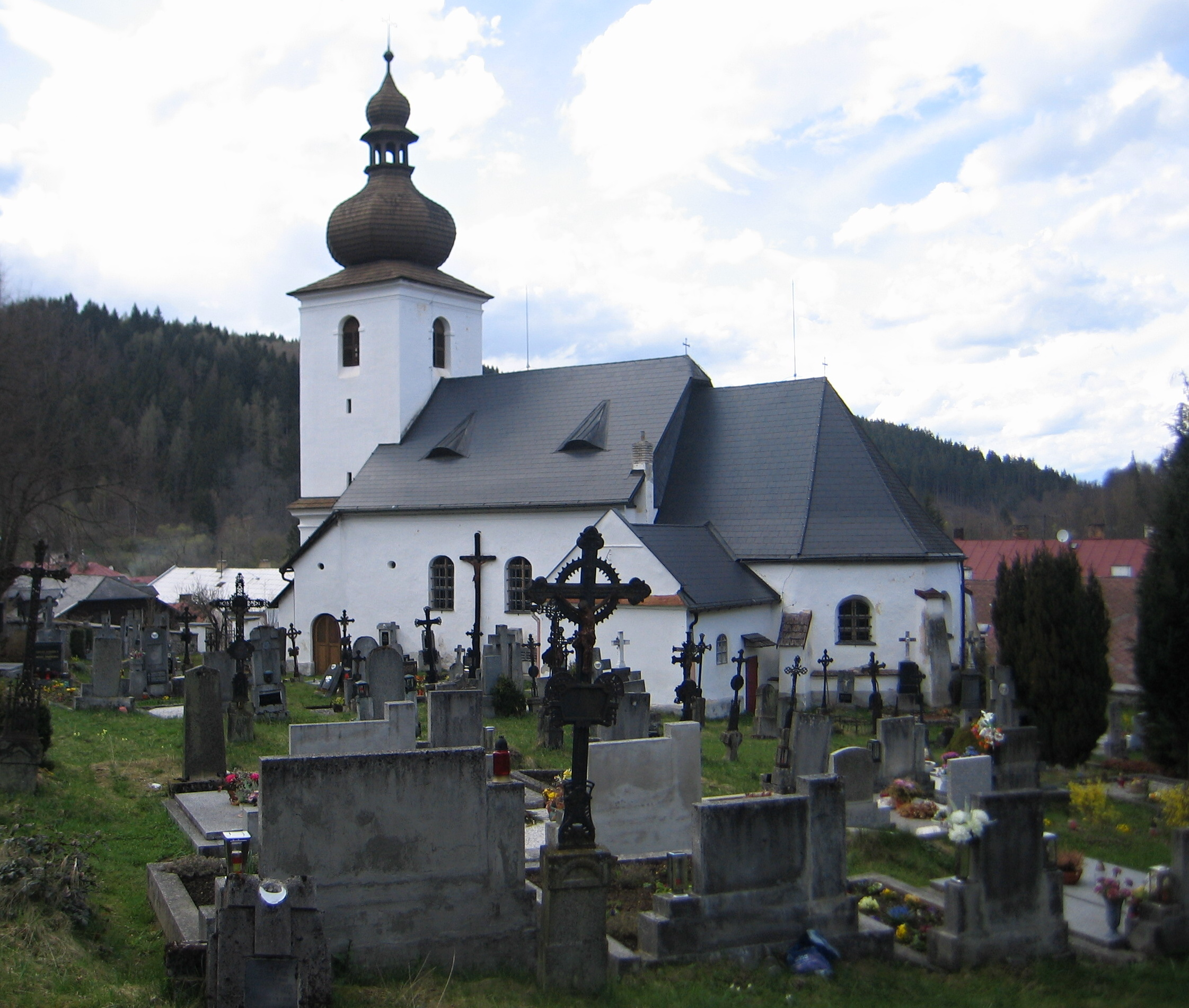
Kirche des hl. Bartholomäus

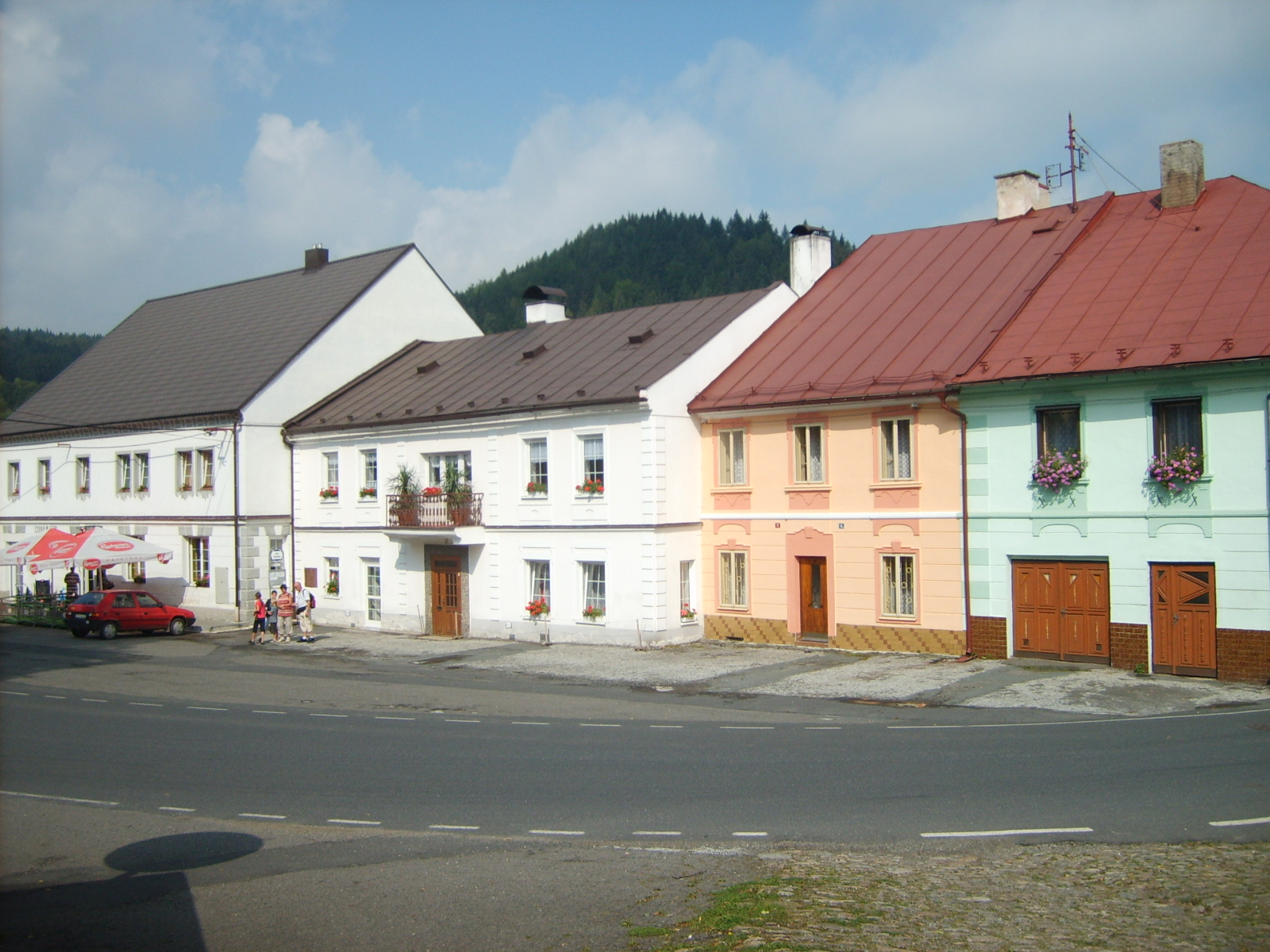
Markt in Rejštejn

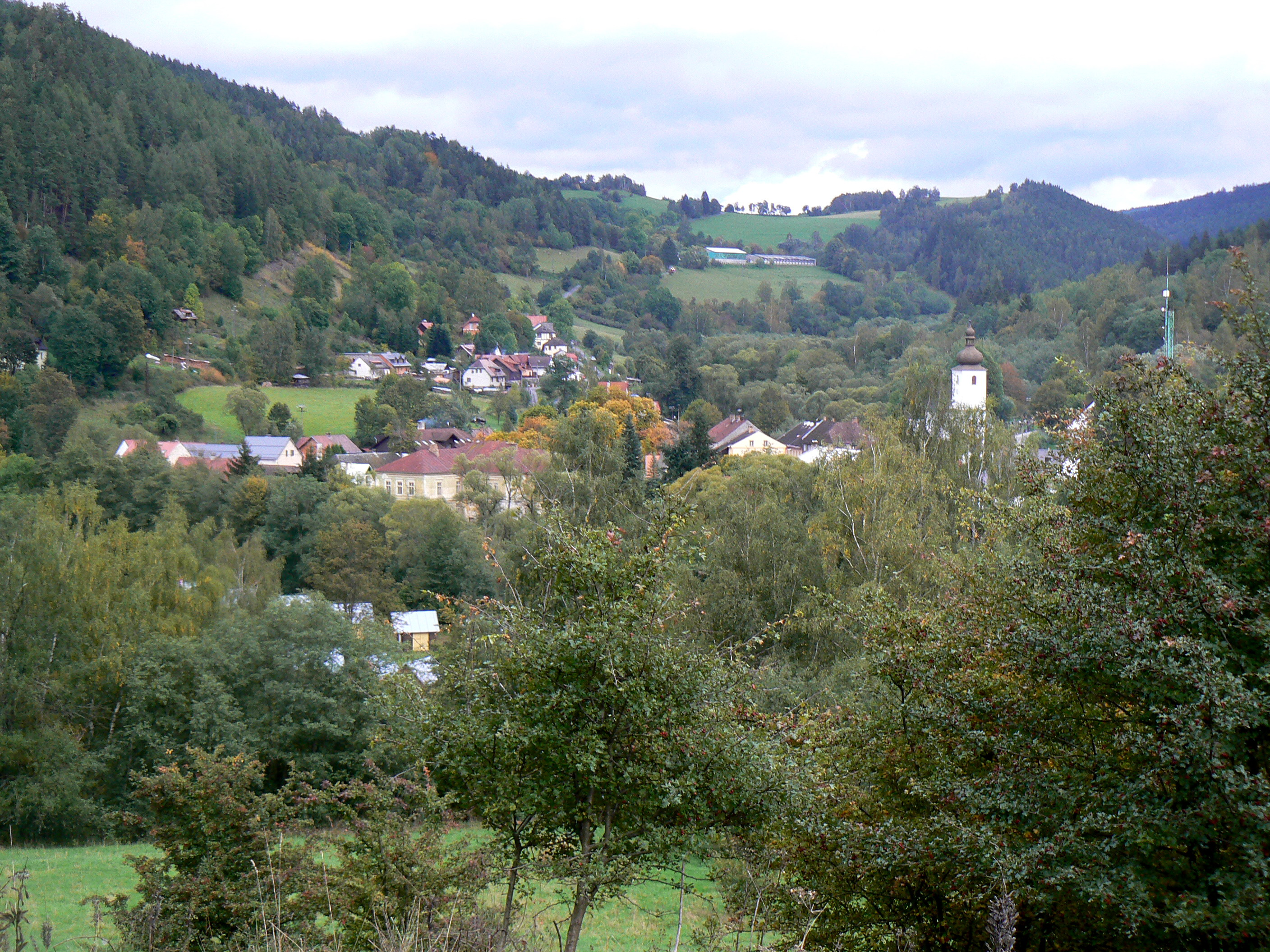
Blick auf Rejštejn

Rejštejn (deutsch Unterreichenstein) ist eine Stadt in Tschechien. Sie liegt 31 Kilometer südwestlich von Strakonice und gehört zum Okres Klatovy. Mit ca. 250 Einwohnern ist sie die fünftkleinste Stadt der Tschechischen Republik.

## Geographie
Rejštejn befindet sich an der Einmündung der Losenice (Losnitz) in die Otava (Wottawa) im Böhmerwald. Nördlich erhebt sich die Borovina (729 m), im Osten die Vinice (812 m), südlich der Rejštejn (848 m) mit dem Felsen Maierová skála (Maierstein), im Südwesten der Radkovský vrch (Rogauer Berg, 907 m) sowie nordwestlich der Nad Klášterským mlýnem (731 m). Die Stadt liegt am Rande des Landschaftsschutzgebietes Šumava. Durch Rejštejn führt die Staatsstraße II/169 zwischen Sušice und Horní Vltavice.
Nachbarorte sind Radešov (Schröbersdorf) und Opolenec (Oppelitz) im Norden, Tuškov (Duschowitz) im Nordosten, Kašperské Hory (Bergreichenstein) im Osten, U Gabriela (Beim Gabriel) und Lídlovy Dvory (Liedlhöfen) im Südosten, Malý Kozí Hřbet (Klein Ziegenruck), Velký Kozí Hřbet (Groß Ziegenruck) und Svojše (Zwoischen) im Süden, Velký Babylon (Groß Babylon) im Südwesten, Klášterský Mlýn (Klostermühle), Malý Radkov (Ragersdorf) und Velký Radkov (Rogau) im Westen sowie Vatětice (Watetitz) im Nordwesten.

## Geschichte
Reichenstein entstand im 13. Jahrhundert als Ansiedlung von Bergleuten und Goldseifnern, nachdem in der Gegend Goldlagerstätten entdeckt worden waren. Die erste schriftliche Erwähnung stammt aus dem Jahre 1337. Zu dieser Zeit stand der Goldbergbau bereits in voller Blüte. Nach Kaspar Maria von Sternberg sollen über 300 Quick- und Goldmühlen in Betrieb gewesen sein; die reiche Bergsiedlung soll König Johann von Luxemburg mit 600 Mann bei einem Feldzug gegen die Festung Landeshut (heute: Kamienna Góra) unterstützt haben. Im Jahre 1345 erhob Johann von Luxemburg die Siedlung Reichenstein zur Bergstadt und erteilte ihr Zoll- und Mautfreiheit sowie ein Wappen, das einen Arm mit Hammer und zwei Bergeisen zeigte; dieses bildet heute das Stadtwappen von Rejštejn. Schon vor 1345 war die Bergsiedlung im Besitz der Dörfer Haidl (Zhůří) und Innergefild und hielt Anteile an Nezditz, Ostružno, Pohorsko und Damitsch (Damíč). Zwischen 1360 und 1365 ließ Karl IV. nördlich des Städtchens die königliche Burg Karlsberg erbauen und 1366 den Goldenen Steig in neuer Route über Reichenstein nach Passau und dem Salzkammergut führen. Im 15. Jahrhundert waren 40 Gruben in Betrieb, der Bergbau erfolgte auch weiterhin nur in geringer Teufe. Bis ins 16. Jahrhundert galt Reichenstein als eine Stadt, deren Zentrum sich auf dem Sattel befand. König Maximilian II. verlieh 1572 der Stadt Bergreichenstein ein neues Wappen.
Im Jahre 1584 erhob König Rudolf II. Bergreichenstein und Unterreichenstein zu Königlichen Bergstädten und verkaufte der Stadt Bergreichenstein die Herrschaft Karlsberg. Damit wurde endgültig zwischen zwei Städten unterschieden, wobei Unterreichenstein stets im Schatten ihrer größeren Schwesterstadt Bergreichenstein stand. Durch den Dreißigjährigen Krieg und die Erschöpfung der Lagerstätten kam im 17. Jahrhundert der Bergbau vollends zum Erliegen. Als neue Lebensgrundlage hielt die Glasmacherei Einzug. Anfänglich wurden Glasperlen und danach Tafelglas produziert. In Klostermühle gründete Jean Baptist Eisner von Eisenstein 1836 eine Kristallglashütte, die später als Joh. Loetz Witwe firmierte und insbesondere durch ihr Irisglas bis in Übersee Bekanntheit erlangte.
Im Jahre 1838 umfasste die königliche Bergstadt Unterreichenstein eine Nutzfläche von 619 Joch 287 Quadratklafter (3,56 km²). Ihr Territorium beschränkte sich ausschließlich auf die Stadt, untertänige Dörfer gab es nicht. Die Gold-Bergstadt Unterreichenstein bzw. Rechssteyn bestand aus 68 Häusern mit 537 Einwohnern. Unter dem Patronat des k.k. Berg-Aerars standen die Pfarrkirche St. Bartholomäus und die Schule. Außerdem gab es in Unterreichenstein ein Rathaus, ein Bräuhaus, zwei bürgerliche Mühlen mit Brettsägen sowie eine emphyteutische Mühle. Höchstes Organ der Stadt war der Stadtrichter. Die Bewohner der Stadt lebten von der Viehzucht, Ackerbau und der Spinnerei; außerdem gab es 21 Gewerbebetriebe. Unterreichenstein besaß das Privileg für vier Jahrmärkte; abgehalten wurde nur einer, der zudem mit sieben auswärtigen Händlern bedeutungslos war. Unterreichenstein war Pfarrort für die Dörfer Haidl, Zwoischen, Groß-Ziegenruck, Klein-Ziegenruck, Flußhaus (Flusárna), Klostermühl, Vorder-Waid (Přední Paště), Mittel-Waid (Prostřední Paště), Hinter-Waid (Zadní Paště), Ebenwies (Lužná), Holzschlag (Paseka) und Wunderbach sowie die links der Losnitz gelegenen Häuser von Pilsenhof. Bis zur Mitte des 19. Jahrhunderts war Unterreichenstein eine freie königliche Bergstadt.
Nach der Aufhebung der Patrimonialherrschaften bildete Unterreichenstein /Dolní Reichenstein ab 1850 mit dem Ortsteil Klostermühl / Klášterský Mlýn eine Stadtgemeinde im Gerichtsbezirk Bergreichenstein. Ab 1868 gehörte Unterreichenstein zum Bezirk Schüttenhofen. 1878 erwarb der Tischler und Kaufmann Franz Watzlawick aus Bergreichenstein eine Holzdreherei im unteren Losnitztal an der Flurgrenze zu Bergreichenstein, die er zunächst unter dem Namen Erste österreich-ungarische Kinderwagenräder-Fabrik Franz Watzlawick ausbaute und später in Bohemia Werke Bergreichenstein umfirmierte. Als tschechischer Ortsname wurde zum Ende des 19. Jahrhunderts Dolní Reichenštein und zu Beginn des 20. Jahrhunderts Dolní Rejštein verwendet. Der heutige Ortsname Rejštejn wurde 1924 eingeführt. Im Jahre 1930 hatte Unterreichenstein 1021 Einwohner. Die Bohemia Werke konnten sich während der Weltwirtschaftskrise zu einem der größten holzverarbeitenden Betriebe im Böhmerwald konsolidieren und übernahmen noch Beschäftigte der stillgelegten Glashütte in Klostermühle; die mehrfachen Bemühungen um einen Eisenbahnanschluss blieben jedoch erfolglos. In den 1930er Jahren hatte das Unternehmen, zu dem auch ein Sägewerk in Ferchenhaid gehörte, 230–250 Beschäftigte. Nach dem Münchner Abkommen wurde Unterreichenstein dem Deutschen Reich zugeschlagen. Von 1939 bis 1945 gehörte die Stadt zum bayerischen Landkreis Bergreichenstein. 1939 lebten in Unterreichenstein 1006 Personen. Während des Zweiten Weltkrieges wurde ein Großteil der Belegschaft der Bohemia Werke zur Wehrmacht eingezogen. Die auf Munitionskisten umgestellte Produktion wurde nur durch den Einsatz von Kriegsgefangenen und Zwangsarbeitern aufrechterhalten.
Nach dem Zweiten Weltkrieg kam die Stadt wieder zur Tschechoslowakei. Die Bohemia Werke, die zu dieser Zeit nur noch 37 Beschäftigte hatten, wurden verstaatlicht. Die meisten deutschsprachigen Bewohner wurden vertrieben. Ihr Vermögen durch das Beneš-Dekret Nr. 108 konfisziert und die katholischen Kirchen in der Tschechoslowakei enteignet. Der staatliche Verwalter der Bohemia Werke versuchte dies hinauszuzögern und die Fachleute zu halten, da er befürchtete, dass die Neusiedler den schweren Arbeitsbedingungen und der Situation als Pendler nicht gerecht würden. Schließlich wurde die Kinderwagenproduktion eingestellt und das Werk in eine Montagewerkstatt für Küchenmöbel umgewandelt; später wurde es von der Firma Solo als Fabrikgebäude genutzt. 1947 stellte die Glashütte in Klášterský Mlýn die Produktion ein. Im selben Jahre wurde Radešov eingemeindet. 1954 verlor Rejštejn zusammen mit Strážov und Nalžovské Hory die Stadtrechte. Im Zuge der Aufhebung des Okres Sušice wurde Rejštejn 1960 dem Okres Klatovy zugeordnet. 1961 erfolgte die Eingemeindung von Kozí Hřbet (mit Buchingrův Dvůr, Čenkova píla, Jelenov, Malý Kozí Hřbet, Plzenec, Svojše und Velký Kozí Hřbet). Zugleich wurden Velký Radkov von Vatětice und Zhůří von Horská Kvilda nach Rejštejn umgemeindet. Seit dem 23. Oktober 2007 ist Rejštejn wieder eine Stadt.

## Ortsgliederung
Die Stadt Rejštejn besteht aus den Ortsteilen Jelenov (Hirschenstein), Klášterský Mlýn (Klostermühle), Malý Kozí Hřbet (Klein Ziegenruck), Radešov (Schröbersdorf), Rejštejn (Unterreichenstein), Svojše (Zwoischen), Velký Kozí Hřbet (Groß Ziegenruck), Velký Radkov (Rogau) und Zhůří (Haidl). Grundsiedlungseinheiten sind Klášterský Mlýn, Klášterský Mlýn II, Kozí Hřbet (Ziegenruck), Radešov, Rejštejn, Svojše, Velký Radkov, Velký Radkov II und Zhůří. Zu Rejštejn gehören außerdem die Einschichten Buchingrův Dvůr (Buchingerhof), Čeňkova Pila (Vinzenzsäge), Dobronín (Nimpfergut), Luha, Turnerova chata (Turnerhütte), U Gabriela (Gabrielhof) und Vysoká Myť (Hochreit).
Das Gemeindegebiet gliedert sich in die Katastralbezirke Klášterský Mlýn I, Klášterský Mlýn II, Kozí Hřbet, Radešov u Rejštejna, Rejštejn, Svojše, Velký Radkov I, Velký Radkov II und Zhůří u Rejštejna.
Auf den Fluren der Gemeinde liegen die Wüstungen Bacher, Bystrá (Wunderbach), Elefantenmühle, Kramlův Mlýn, Plzenec (Pilsenhof), Moosbauer, Myší Domky (Maushäusel), Stimling (Stimmling), Hluboká (Tiefenthal) und Václavíkova pila (Watzlawickfabrik).

## Sehenswürdigkeiten
- Kirche St. Bartholomäus, erbaut 1570 und 1792 umgebaut. Auf dem angrenzenden Friedhof befinden sich die Grabstätten der Glasfabrikanten Loetz, Spaun, Procházka und Alferi sowie von Charlotte Klostermann, der Mutter von Karel Klostermann sowie von dessen Bruder Jakub.
- Villa des Glasfabrikanten    Maximilian von Spaun  in Klášterský Mlýn,  Jugendstilbau nach Entwurf des Wiener Architekten Leopold Bauer
- Brunnen auf dem Markt
- Steinblock mit Vertiefungen aus der Zeit der mittelalterlichen Goldgewinnung, auf dem Markt
- Aussichtspunkt Maierová skála, südlich der Stadt
- Waldkapelle Klapperle, nördlich der Stadt